# La Carolina
La Carolina er en by og kommune i det sydlige Spanien i provinsen Jaén. Den har et indbyggertal på 14.681 (2024) indbyggere.